# De Scott Evans
De Scott Evans (eigentlich: David Scott Evans; * 28. März 1847 in Boston; † 4. Juli 1898 im Atlantischen Ozean auf einer Reise von New York nach Paris) war ein US-amerikanischer Maler, der vor allem als Genre- und Porträtmaler tätig war. Besondere Aufmerksamkeit erhielt er im späten 20. Jahrhundert aufgrund der Zuschreibung zahlreicher Bilder im amerikanischen Trompe-l’œil-Stil, die er unter mehreren Pseudonymen gemalt haben soll.

## Leben

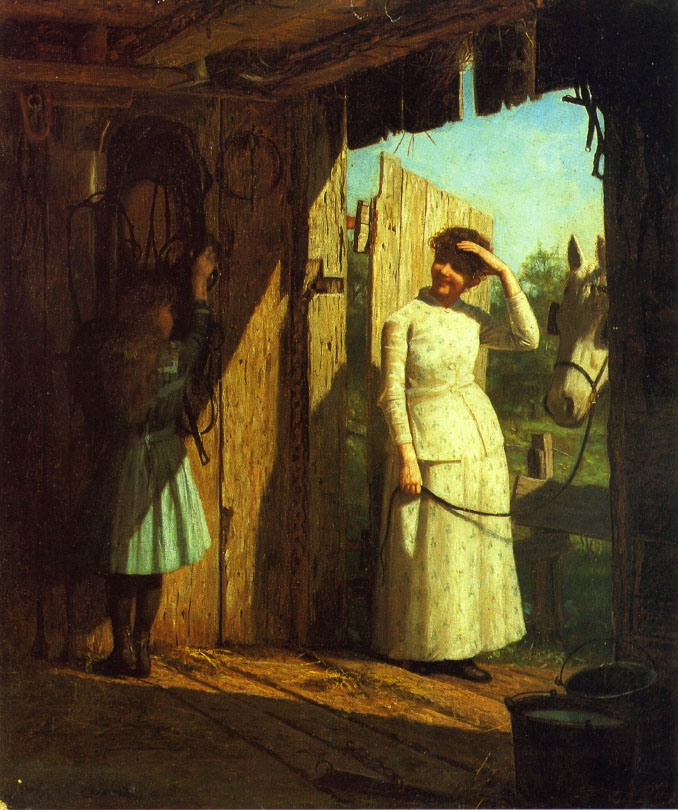
The Tack Room

David Scott Evans wurde 1847 als fünftes von sechs Kindern des Landarztes David Souder Evans und dessen Frau Nancy Evans (geb. Davenport) geboren. Seine erste offizielle künstlerische Ausbildung erhielt er 1864 im Atelier des Malers Albert Beaugureau in Cincinnati. In den ersten Jahren seiner beruflichen Laufbahn arbeitete Evans als Lehrer, 1872 heiratete er Alice Josephine Burke aus Ohio, mit der er später zwei Töchter hatte, Mabel und Blanche. Das Paar adoptierte zudem eine dritte Tochter, Laura. Im gleichen Jahr hatte er eine Anstellung als Lehrer für Kunst und Musik am Smithson College in Logansport, Indiana, und von 1873 bis 1875 leitete er die Abteilung für schöne Künste am Mt. Union College in Alliance, Ohio.
1874 zog Evans gemeinsam mit seiner Familie nach Cleveland, Ohio, und gründete dort ein Atelier, um sich verstärkt der Malerei zu widmen. Er arbeitete unter seinem Künstlernamen De Scott Evans, den er in Alliance erstmals benutzt hatte und wurde der erste Lehrer des späteren Impressionisten Otto Bacher. Seine eigene Ausbildung führte Evans 1877 nach Paris, wo er bei dem akademischen Maler William Adolphe Bouguereau studierte. Nach dieser Ausbildung etablierte er sich als Porträtmaler und war 1882 Gründungsmitglied der Cleveland Academy of Art.
Bereits seit 1881 stellte Evans regelmäßig bei den Ausstellungen der National Academy of Design aus und 1887 zog er nach New York City und trat dem zu seiner Zeit angesehenen Salamagundi Club bei. 1898 reiste er erneut nach Paris, um einen Auftrag zu übernehmen, erreichte sein Ziel jedoch nicht, da der französische Passagierdampfer La Bourgogne am 4. Juli auf der Überfahrt von einem anderen Schiff gerammt wurde und unterging; De Scott Evans ertrank gemeinsam mit seinen drei Töchtern. Seine Frau Alice war nicht an Bord.

## Werk

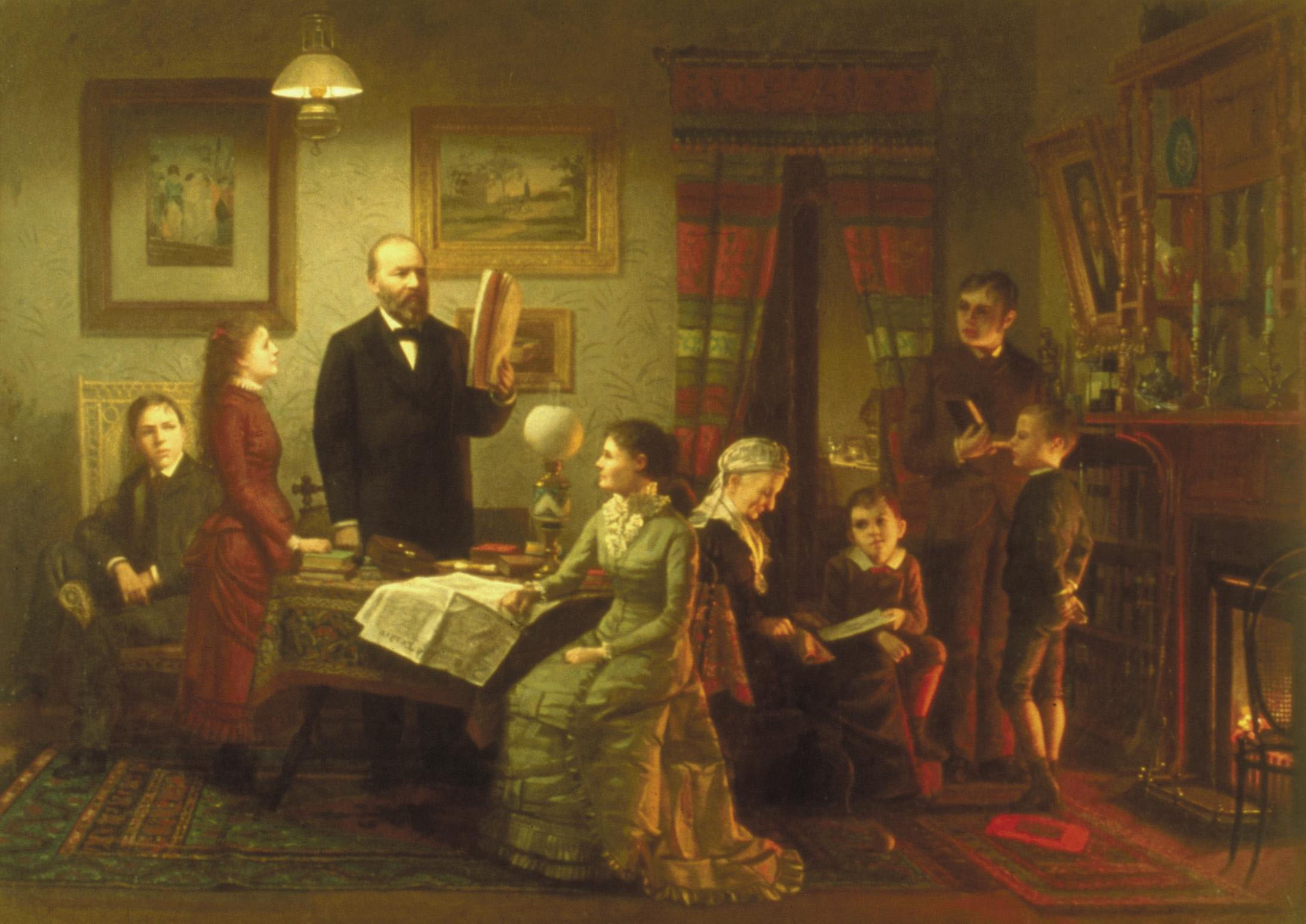
Winter evening at Lawnfield, ca. 1881–1887

Das Werk von De Scott Evans wird als durchschnittlich für einen Maler seiner Zeit beschrieben, die geprägt vom amerikanischen Bürgerkrieg direkt nach diesem auf dem Höhepunkt ihres Schaffens angelangt waren und bescheidenen Ruhm als Genre- und Porträtmaler erlangten. Das Werk vieler dieser Künstler ist in der Folge rasch in Vergessenheit geraten und auch der Großteil der Werke Evans wurde nach seinem Tod kaum noch wahrgenommen. Eine Ausnahme bildet dabei vor allem das Gemälde Winter Evening at Lawnfield, das ein Porträt der Familie des Präsidenten James A. Garfield darstellt und kurz nach dessen Tod 1881 von seiner Witwe in Auftrag gegeben wurde. Dieser Auftrag wird als der größte Erfolg Evans in Cleveland betrachtet.
Im Allgemeinen malte De Scott Evans Porträts junger Damen und er war vor allem aufgrund seiner Kostümdarstellungen bekannt. Angeregt durch eine Reihe Künstler seiner Zeit wie Winslow Homer, William Merritt Chase und Eastman Johnson nutzte Evans eine Reihe unterschiedlicher Stile für seine Gemälde.

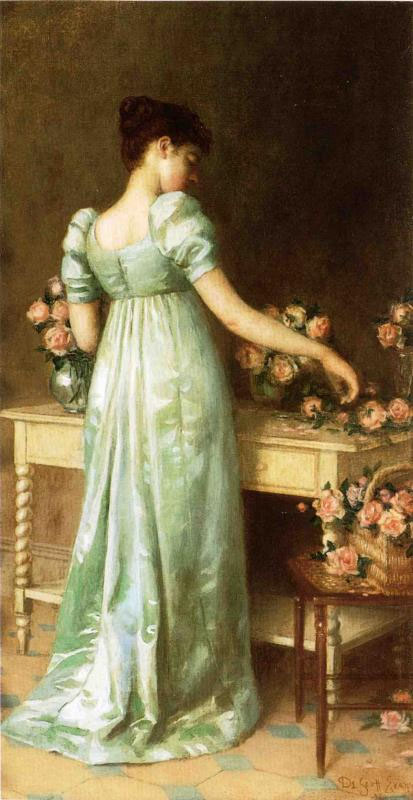
Arranging Pink Roses
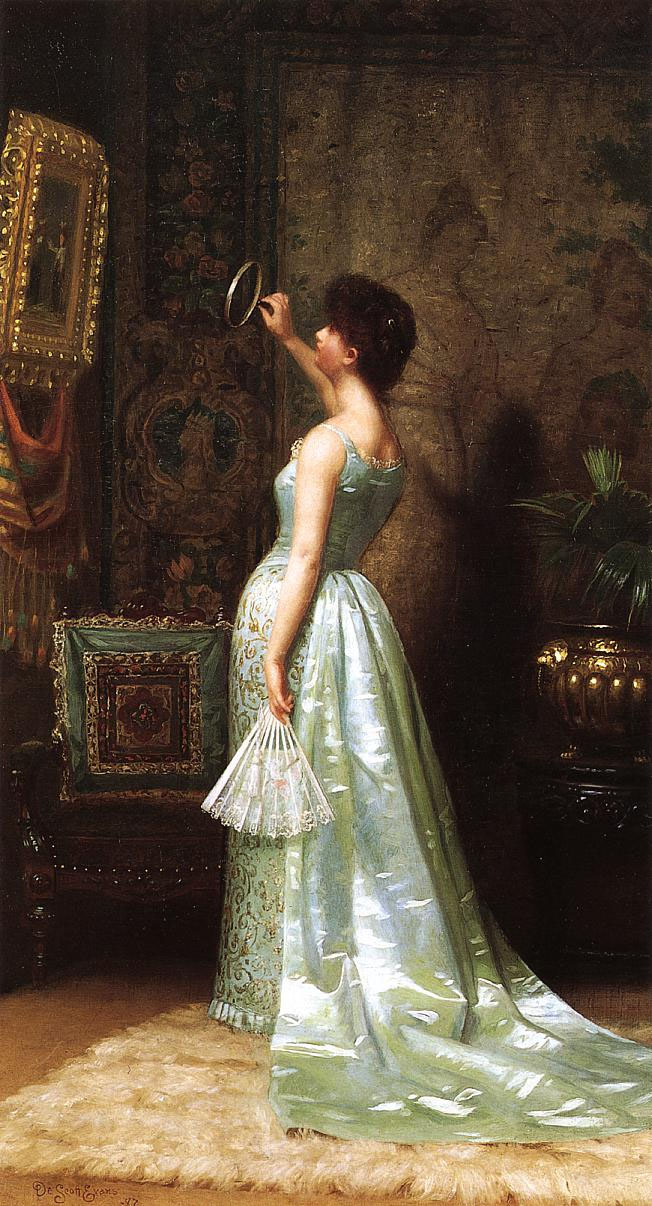
The Connoisseur
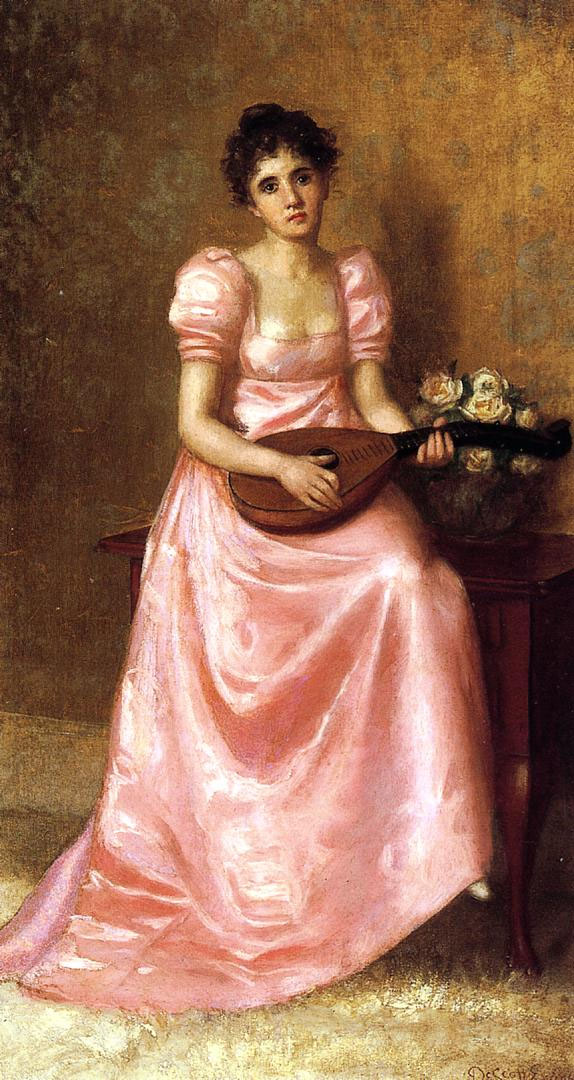
Woman Playing a Mandolin
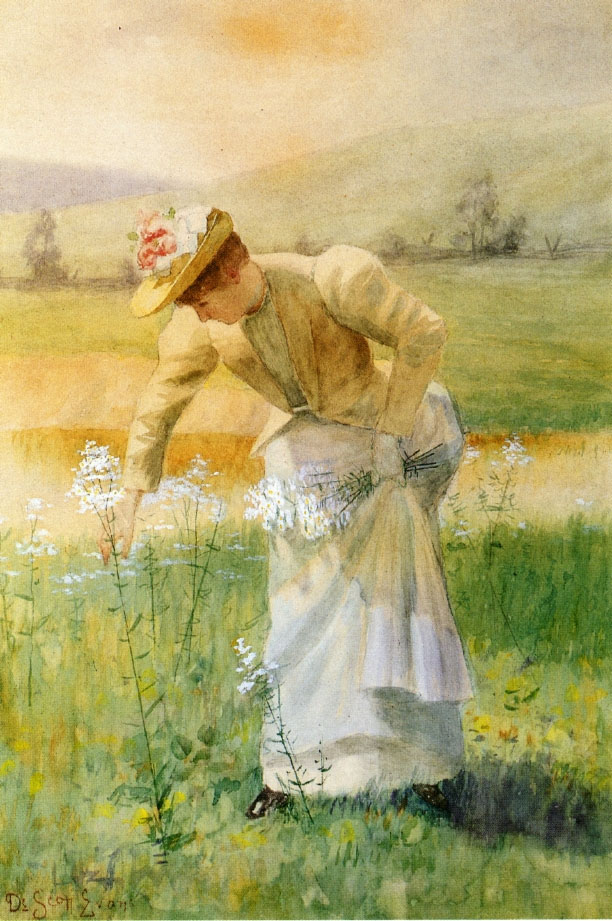
Woman Picking Flowers

## Zuschreibung zahlreicher Trompe-l’œil-Werke
Durch die beiden amerikanischen Kunsthistoriker William Gerdts und Russel Burke wurden De Scott Evans im Jahr 1971 erstmals eine Reihe von Werken im amerikanischen Trompe-l’œil-Stil zugeordnet, die er unter verschiedenen Pseudonymen gemalt haben soll. Sie begründeten die Zuordnung durch die Entdeckung zweier beinah identischer Gemälde, auf denen Birnen an einer Schnur aufgehängt abgebildet sind und von denen eines mit „De Scott Evans“, das andere mit „Scott David“ signiert war. Weitere Entdeckungen wie Bilderpaare mit hängenden Äpfeln, signiert mit „Stanley David“ und „Scott David“, sowie einer an einer Wand hängenden Axt, signiert mit „D. Scott Evans“ und „Stanley S. Evans“, stellten weitere Indizien dar. Hinzu kommen mehrere Bilder mit Mandeln oder Nüssen hinter einer Wandvertiefung, die als „S.S. David“ bzw. „Stanley S. David“ signiert sind. Angenommen wird, dass Evans diese Vertuschungen vornahm, da Trompe-l’œil-Künstler wie William Michael Harnett, John Haberle und John Frederick Peto nur ein geringes Ansehen genossen und er somit seinen etablierten Namen schützen wollte.
Die Zuordnungen werden heute allgemein anerkannt, obwohl auch Indizien gegen diese Theorie sprechen. Insgesamt umfasst die Werkgruppe der Trompe-l’œil mittlerweile etwa 50 Gemälde mit sechs Varianten der David-Signatur. Für Trompe-l’œil-Aktivitäten lassen sich in Evans Vita keine Anhaltspunkte erkennen und die Bilder weisen durchaus unterschiedliche Stileigenschaften auf, die auch die Annahme ermöglichen, dass es sich um mehrere Künstler gehandelt haben kann. Das schwerwiegendste Indiz gegen die Urheberschaft Evans ist ein Gemälde mit dem Titel Washington's Hatchet, bei dem der Name Stanley David auf den Original-Keilrahmen gestanzt ist – es ist also durchaus möglich, dass es tatsächlich einen Stanley S. David gegeben hat, von dem allerdings keine Lebensspuren bekannt sind.

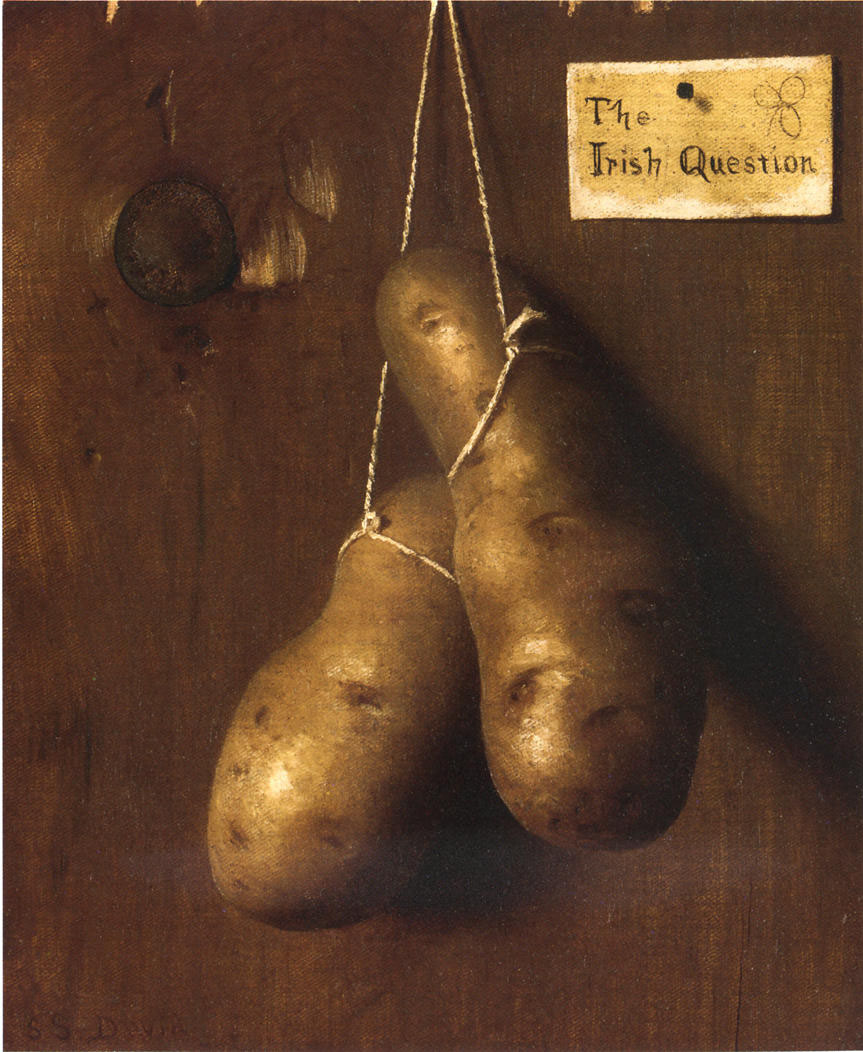
The Irish Question
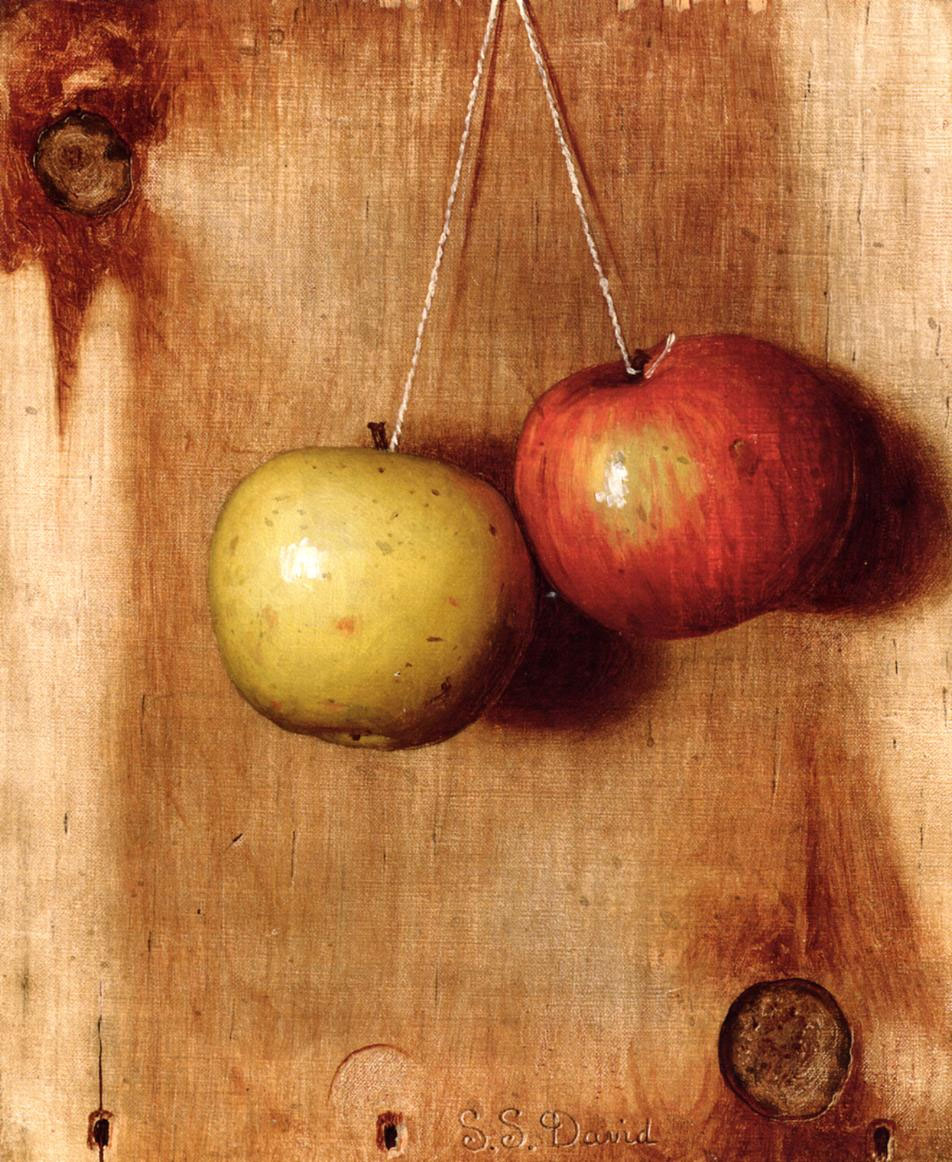
Hanging Apples
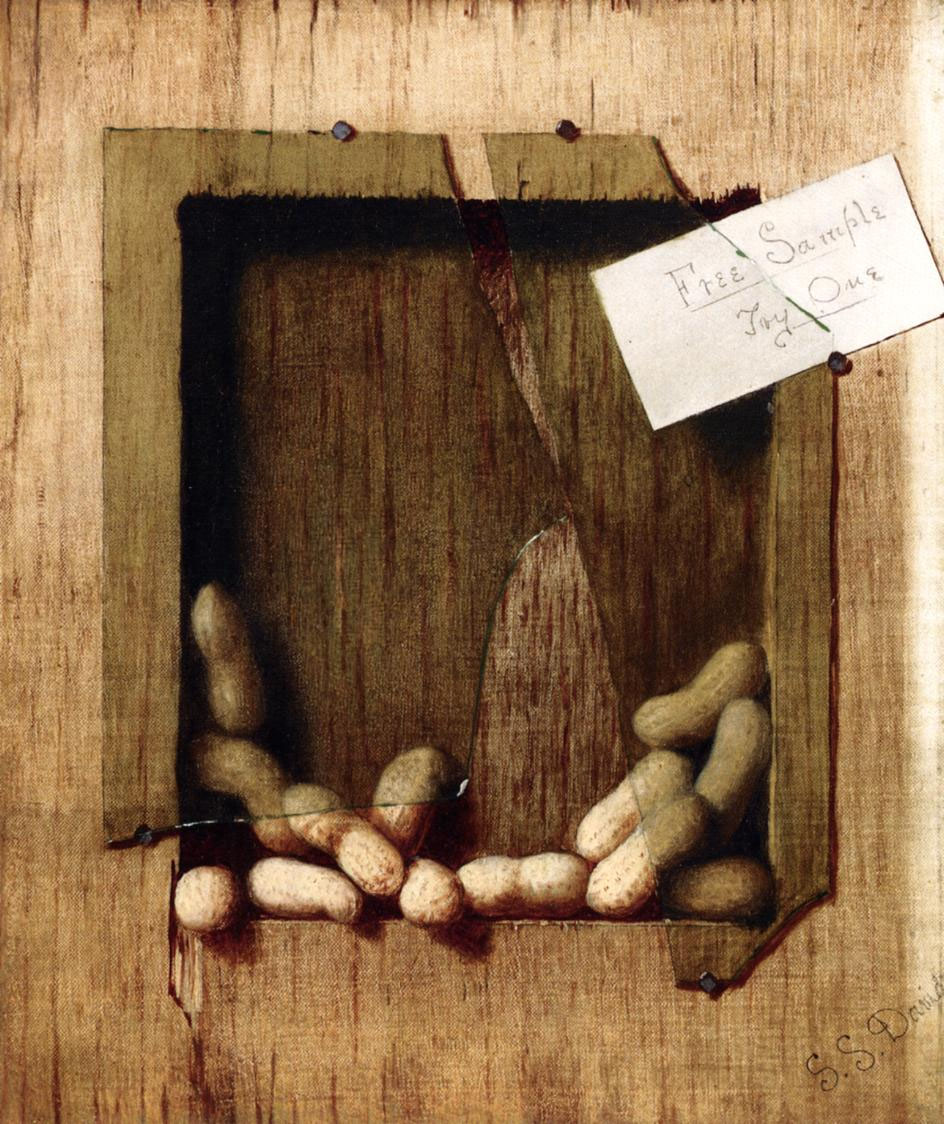
Free Sample, Try One
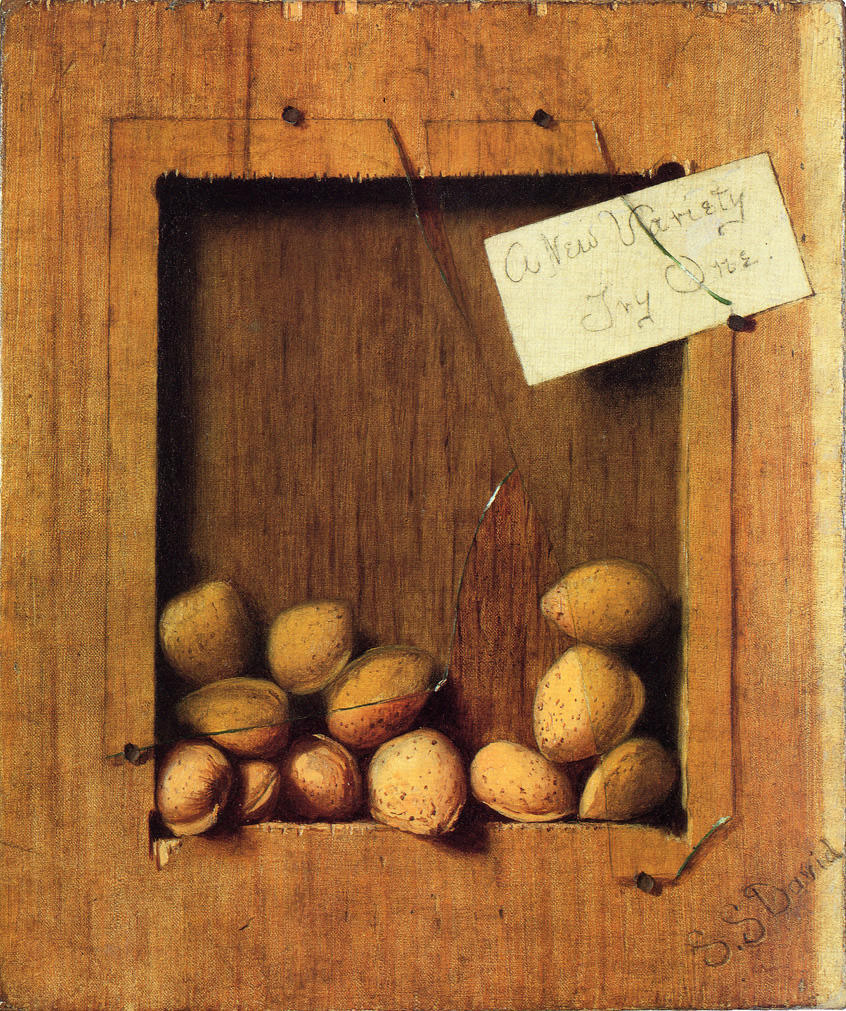
A New Variety, Try One